# Handy Andy
Pour les articles homonymes, voir Handy.
Pour plus de détails, voir Fiche technique et Distribution.
Handy Andy est un film américain réalisé par David Butler, sorti en 1934.

## Fiche technique
- Titre : Handy Andy
- Réalisation : David Butler
- Scénario : William M. Conselman et Kubec Glasmon d'après la pièce de Lewis Beach
- Photographie : Arthur C. Miller
- Montage : Irene Morra
- Musique : David Buttolph
- Pays d'origine : États-Unis
- Format : Noir et blanc — 35 mm — 1,37:1 — Son : Mono
- Genre : Comédie
- Durée : 83 minutes
- Date de sortie : 1934

## Distribution
- Will Rogers : Andrew Yates
- Peggy Wood : Ernestine Yates
- Mary Carlisle : Janice Yates
- Paul Harvey : Charlie Norcross
- Frank Melton : Howard Norcross
- Roger Imhof : Doc Burmeister
- Robert Taylor : Lloyd Burmeister
- Grace Goodall : Mattie Norcross
- Jessie Pringle : Jennie
- Conchita Montenegro : Fleurette
- Adrian Rosley : Henri Duval
- Gregory Gaye : Pierre Martel
- Richard Tucker : Mr Beauregard
- Helen Flint : Mme Beauregard